# 刘式训

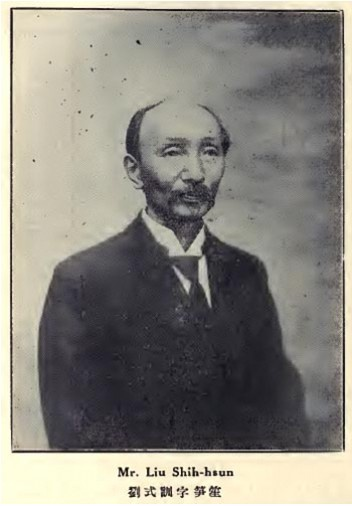
《中国名人录》中的刘式训像

刘式训（1868年—1929年），字筝笙，号紫箴，江苏南汇人，清末民初外交官。

## 生平
1879年，刘式训被父母送入上海广方言馆学习，主攻法文，兼习经史算学。1890年，刘式训自上海广方言馆毕业后，表现优异的刘式训被选送京师同文馆深造。1892年，随出使英法意比四国大臣薛福成前往欧洲，任驻法国公使馆翻译。